# マハーサーラカーム県

マハーサーラカーム県
จังหวัดมหาสารคาม

- この項目は英語版を元に作成されています。

マハーサーラカーム（マハーサーラカームけん、タイ語: จังหวัดมหาสารคาม）はタイ王国・東北部にある県（チャンワット）の一つ。カーラシン県、ローイエット県、スリン県、ブリーラム県、コーンケン県の一つ。

## 地理
マハーサーラカーム県はコーラート台地に位置する。県中央部は大きく平地が広がり、田園地帯となっている。一方で北部・東部には小さく丘陵地帯が広がる。海抜はおおよそ130mから230m。県の中央部を流れる川はチー川である。

## 歴史
マハーサーラカーム県は1865年に現在の県庁所在地が、ローイエット県の衛星都市として建設されたことに始まる。その際、ローイエット県の国主が自分のいとこをその地域の支配者として、9,000人を送り込み成立させた。1868年にはローイエット県の国主の力を弱めるため、タイの中央政府はバンコクの飛び地として統治を行った。マハーサーラカーム県は、マハーサーラカム大学を中心に発達していると言ってもいい。役所もこの付近に集まっている。近隣のコーンケン空港からは車で約2時間の距離にある。

## 県章

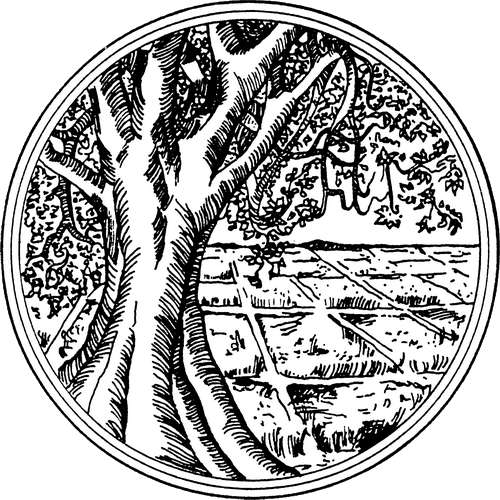
県章

|  | 県章は大きな木が田園に植えられているところがデザインされている。これは県の豊かさを表したものである。 県木はビルマネム（Albizia lebbeck）である。これは1994年にシリキット王妃によって植えられたものである。県花はシロバナインドソケイ（Plumeria alba）である。 |

## 行政区分
マハーサーラカーム県は13の郡（アムプー）に分かれ、さらにその下に133の町（タムボン）と、1,804の村（ムーバーン）がある。
| 1. ムアンマハーサーラカーム郡 2. ケーダム郡 3. コースムピサイ郡 4. カンタラウィチャイ郡 5. チエンユーン郡 6. ボーラブー郡 7. ナーチュアック郡 | 1. パヤッカプームピサイ郡 2. ワーピーパトゥム郡 3. ナードゥーン郡 4. ヤーンシースラート郡 5. クットラン郡 6. チューンチョム郡 | マハーサラカーム県の郡 |